# Shaban Chilunda
Shaban Chilunda, né le 20 mars 1997 à Tandahimba, dans le sud de la Tanzanie, est un footballeur international tanzanien évoluant dans le club du KMC FC en prêt du Simba SC. Il joue au poste d'attaquant.

## Biographie

### En club
Shaban Chilunda débute le football professionnel au Azam FC. Il fait ses débuts professionnels le 9 juillet 2018 à l'occasion d'un match contre le Rayon Sports FC, dans lequel il marque un quadruplé.
Le 8 août 2018, il est prêté au CD Tenerife.
Le 18 janvier 2019, il est prêté au CD Izarra.
Le 6 novembre 2020, il est transféré au Moghreb de Tétouan. Le 25 avril 2021, il marque son premier but sous les couleurs des Tétouanis lors d'un match de championnat contre le Mouloudia d'Oujda (victoire, 1-2).

### En sélection
Le 8 septembre 2018, il reçoit sa première sélection avec la Tanzanie face à l'Ouganda dans le cadre des qualifications à la CAN 2019 (match nul, 0-0).

## Palmarès
Azam FC
- Championnat de Tanzanie :
  - Vice-champion : 2016 et 2018.
- Coupe CECAFA des vainqueurs de coupe (1) :
  - Vainqueur : 2018.